# Горизонтальні клітини
Горизонтальні клітини — шар асоціативних нейронів сітківки.
Горизонтальні клітини розташовуються в сітківці одразу за фоторецепторами і віддають їм велику кількість дендритів, які, переплітаючись, утворюють суцільне густе мереживо. Їх аксони можуть тягнутись на значні відстані і мають сильно розгалужені кінцеві утворення.
Горизонтальні клітини сполучені між собою електричними синапсами і утворюють функціональний синцитій. Збудження однієї горизонтальної клітини поширюється на інші. В центральній ямці (лат. fovea) сітківки приматів одна горизонтальна клітина з'єднується приблизно з 6-ма колбочками, а на периферії з 30-40.
Дендритне поле горизонтальної клітини на периферії сітківки досягає діаметра 250 мкм. В той же час розмір рецептивних полів горизонтальних клітин може змінюватись в межах 300мкм÷5мм, що значно перевищує протяжність дендритних розгалужень. За рахунок цього горизонтальні клітини можуть формувати периферію рецептивних полів біполярних нейронів. При освітленні фоторецепторів горизонтальні клітини відповідають гіперполяризацією.
Фоторецептори разом з горизонтальними клітинами та біполярами утворюють так звану тріаду. Тріада складається з пресинаптичної мембрани фоторецептора, в яку заходить дендрит біполяра, а з обох боків від нього заходять відростки горизонтальних клітин. Значення і принципи функціонування тріади поки що залишаються невідомими. За рахунок таких зв'язків між фоторецепторами, горизонтальними клітинами та біполярами, центр рецептивного поля біполярів формується прямим шляхом при передачі сигналу від фоторецепторів, периферія формується за рахунок непрямого шляху через горизонтальні клітини за рахунок збуджуючих або гальмівних синапсів.